# Quartiere Coffee
Quartiere Coffee é uma banda de reggae da Itália. 

## História
O grupo foi formado na 2004 em Grosseto, Toscânia.
Depois de três álbuns, o cantor Kg Man deixa a banda em 2014 e é substituído pelo tecladista Rootman. Em agosto de 2016, a banda fica em segundo lugar no "Reggae World Contest" no Ostróda Reggae Festival. Em maio de 2017, o quarto álbum Conscience é lançado.
Em 13 de novembro de 2020, o grupo anuncia oficialmente o retorno do Kg Man e a produção de um novo álbum.
Entre as canções mais significativas do grupo são os singles Sweet Aroma (2010), Italian Reggae Familia (2013) e In Jamaica (2016).

## Discografia
- 2008 – In-A
- 2010 – Vibratown
- 2013 – Italian Reggae Familia
- 2017 – Conscience
- 2024 – La mia terra